# Роксборо Парк (Колорадо)
Роксборо Парк (енгл. Roxborough Park) насељено је место без административног статуса у америчкој савезној држави Колорадо.

## Демографија
По попису из 2010. године број становника је 9.099, што је 4.653 (104,7%) становника више него 2000. године.
| Група             | 2000.         | 2010.         |
| Белци             | 4.028 (90,6%) | 7.918 (87,0%) |
| Афроамериканци    | 21 (0,5%)     | 55 (0,6%)     |
| Азијати           | 63 (1,4%)     | 158 (1,7%)    |
| Хиспаноамериканци | 248 (5,6%)    | 749 (8,2%)    |
| Укупно            | 4.446         | 9.099         |